# Koongarra
Koongarra ist ein etwa 12,5 km großes Gebiet in Nordaustralien, das sich 30 km südlich der Ranger Rocks und 3 km östlich der Nourlangie Rocks in einem Tal befindet, das auf den Ausläufern des Mount Brockman in Arnhem Land im Northern Territory liegt. Im Koongarra-Gebiet liegt eines der hochwertigsten Uranvorkommen der Welt.

## Landschaft
Die Landschaft, in der sich die Uranlagerstätte befindet, hat ein tropisches, durch starke Regenfälle geprägtes Klima. Das Wasser ist leicht salzhaltig. Die Temperaturen betragen 25 bis 34° im Januar und 18 bis 32° im Juli. Der Wasserspiegel liegt im Sommer etwa 2 bis 3 Meter unterhalb der Landschaftsoberfläche und fällt im Winter mehrere Meter ab. Bereits 2004 wurden einer Studie zufolge Uran-Anomalien im Grundwasser der Lagerstätten Koongarra und der unweit liegenden Ranger-Uran-Mine festgestellt.
Die Landschaft ist durch offenes Savannenland mit Gebüsch geprägt; es wachsen Eukalypten und Melaleuca (Myrtaceae) und an den Wasserläufen Schraubenbäume. Das traditionelle Landschaftsgebiet wurde von den Aborigines als Jagd- und Sammelgebiet genutzt. Das Koongarra-Vorkommen liegt unweit des Kakadu-Nationalparks, ein UNESCO-Welterbe der Menschheit, und an dem Nourlangie-Felsen, der ein kulturhistorisch bedeutsames Erbe der Aborigines darstellt.

## Uranlagerstätte
Der Erzkörper liegt im Einzugsgebiet des Koongarra Creek, der in den Nourlangie Creek einmündet und abschließend den South Alligator River speist. Das Vorkommen dieser Uranlagerstätte mit seinen zwei hochwertigen Uran-Erzkörpern mit 0,8 % bzw. 0,3 % Urangehalt wird auf etwa 14.000 t Uranoxid (gemessen als Uran(V,VI)-oxid U3O8) geschätzt. Beabsichtigt war die Produktion von 1.375 t U308 jährlich. Das etwas weniger reichhaltige Vorkommen wird auf ungefähr 2.000 t Uraniumoxid mit 0,3 % geschätzt; es ist jedoch nicht Bestandteil obiger Massenberechnung. Der Wert des Uranvorkommens wurde 2010 auf etwa AUD $5 Milliarden hoch gerechnet (etwa 3,65 Milliarden €).
Entdeckt wurde die Lagerstätte im Jahr 1969 von der Noranda Australia Ltd, danach erfolgte mehrmals ein Wechsel der Abbau-Interessenten. Die Denison Australia Pty Ltd folgte, obwohl bis dahin kein Bergbau erfolgt war. Die Koongarra Pty Ltd, eine Tochter der französischen AREVA, engagierte sich seit 1995. Dem Koongarra-Vorkommen wurde im Jahr 2000 ein Moratorium von fünf Jahren auferlegt. Als das Moratorium im Mai 2005 auslief, trat die Koongarra Pty Ltd in Verhandlungen mit den Eigentümern, den Aborigines und dem zuständigen Northern Land Council ein. Nach dem Commonwealth Aboriginal Land Rights (Northern Territory) Act 1976 müssen die indigenen Landeigentümer einer bergbaulichen Ausbeutung ihres Landes zustimmen. Die Aborigines wollen, dass Koongarra einschließlich des östlichen Nourlangie Rock Teil des Kakadu-Nationalparks wird. 
Nachdem die Liberal Party die Wahl im Northern Territory gegen die Australian Labor Party 2005 verlor, unterstützte der Umweltminister Peter Garrett die Aborigines in ihrem Anliegen. Die australische Bundesregierung unter Julia Gillard hat sich den Entscheidungen der ALP-geführten Regierung des Northern Territory angeschlossen.
Das Koongarra-Gebiet hat durch einen Native Title einen Nutzungsvorbehalt, den Jeffrey Lee hält, der letzte lebende Aborigine der Djok vom Stamm der Aborigines der Mirarr. Lee hat der Regierung des Northern Territory die Eigentumsübertragung von Koongarra unter Vorbehalt angeboten, dass diese Koongarra in den Kakadu-Nationalpark integriert. Bei Integration in den Nationalpark wäre ein Uranabbau nicht mehr möglich.